# Biossurfactante
Biossurfactantes são compostos de origem microbiana que possuem atividade superficial, ou seja, têm a capacidade de reduzir a tensão superficial (fases líquido-gás) ou a tensão interfacial (fases imiscíveis líquido-líquido). São constituídos por subprodutos dos sistemas metabólicos microbianos. Nas últimas décadas, diversos microrganismos têm sido relatados como produtores de vários tipos de surfactantes. 
As bactérias juntamente com as arqueobactérias são as maiores responsáveis pela produção destes compostos. Estes microrganismos têm sido isolados do solo, água marinha, sedimentos do mar e áreas contaminadas por óleos. Diversas evidências indicam que biossurfactantes são produzidos, em alguns casos, em grande quantidade nestes ambientes. Uma delas é a presença de espuma e emulsões em áreas de derramamento de óleos em oceanos, bem como seu efeito positivo no aumento da recuperação terciária de óleo.
Os primeiros relatos envolvendo a utilização de biossurfactantes datam de 1949 quando os cientistas Jarvis e Johnson detectaram as atividades antibiótica e hemolítica de um ramnolipídeo e de 1968 quando Arima e colaboradores descobriram a existência de um novo composto biologicamente ativo produzido por Bacillus subtilis, o qual foi denominado surfactina devido a sua grande atividade superficial, tendo, posteriormente, sua estrutura elucidada. Mais tarde, foi registrada a produção de biossurfactante em meios hidrofóbicos, o que levou a estudos de sua aplicação em tratamento de resíduos de petróleo, recuperação de petróleo, biorremediação e dispersão no derramamento de óleos.
Os biossurfactantes, de modo geral, podem ser classificados em: glicolipídeos, lipossacarídeos, lipopeptídeos, fosfolipídeos e ácidos graxos/lipídeos neutros (como os ácidos ustilágico e corinomicólico), além de surfactantes poliméricos e surfactantes particulados, sendo os lipopeptídeos, os mais efetivos biossurfactantes. Os surfactantes lipoprotéicos são talvez os mais conhecidos por suas atividades antibióticas, sendo melhor caracterizados aqueles produzidos por Bacillus sp, incluindo surfactina, iturina, fengicina, liquenisina, micosubtilisina e bacilomicina. 
Esse tipo de composto se caracteriza pela existência de peptídeos ligados a ácidos graxos, sendo que a porção protéica da molécula, que pode ser neutra ou aniônica, os aminoácidos que estão freqüentemente dispostos em uma estrutura cíclica.